# 金东街道
金东街道是中华人民共和国广东省汕头市金平区下辖的一个街道办事处。
2019年，撤销金厦街道、东墩街道，合并设立金东街道。

## 行政区划
金东街道下辖以下村级行政区划单位：
龙北社区、玉蓉社区、海棠园社区、玫瑰园社区、百合园社区、月季园社区、石榴园社区、水仙园社区、东福社区、杏园社区、牡丹园社区、杏园东社区、北墩社区、南墩社区、桃园社区、金墩社区、金凤社区和金誉社区。